# L'Océan en feu

L'Océan en feu (titre original : Brand im Ozean) est un film allemand réalisé par Günther Rittau, sorti 1939.

## Synopsis
Les deux amis Tom Finberg et Nick Dorland, qui travaillent pour la Carribean Oil Company, tombent amoureux de la même jeune femme, Juana, propriétaire d'une hacienda. Sur un malentendu, causé par l'oncle de la jeune femme, Pedro de Alvarado, les deux amis se disputent. Cependant, lorsque Tom est pris au piège par les flammes du pétrole en feu, Nick vient à sa rescousse.

## Fiche technique
- Titre original : Brand im Ozean
- Réalisation : Günther Rittau
- Scénario : Richard Billinger, Werner Eplinius, Günther Rittau
- Musique : Lothar Brühne
- Dates de sortie : 
  -  Reich allemand : 19 décembre 1939 à Brême
  -  France : 15 janvier 1941

## Distribution
- Hans Söhnker : Nick Dorland
- René Deltgen : Tom Finberg
- Winnie Markus : Juana de Alvarado
- Alexander Engel : le capitaine Gold
- Michael Bohnen : Mc Gown
- Rudolf Fernau : Pedro de Alvarado
- Hansjoachim Büttner : l'ingénieur Wilmsen
- Wolfgang Staudte : Ronny
- Walter Bluhm : Parker
- Karl Platen : Pueblo
- James Bachert : Beppo
- Louis Brody